# Lüttelforst
Lüttelforst is een kerkdorp in de Duitse gemeente Schwalmtal in de deelstaat Noordrijn-Westfalen.
Lüttelforst is een langgerekt lintdorp, gelegen in het dal van de Swalm op een hoogte van ongeveer 60 meter.

## Bezienswaardigheden
- De Sint-Jacobskerk, van 1802, in neoclassicistische stijl. Hoogaltaar van 1670 en ook ander meubilair van die tijd. De kerk wordt bezocht door pelgrims op weg naar Santiago de Compostella.
- De Lüttelforster Mühle, watermolen op de Swalm.

## Nabijgelegen kernen
Rickelrath, Waldniel, Niederkrüchten, Merbeck